# Vera Michallek
Vera Michallek (Lindau (Bodensee), 6 november 1958) is een atleet uit Duitsland. Ze was voornamelijk actief op de middellange afstanden.
In 1981 huwde ze haar teamgenoot Andreas Martin Michallek, die vervolgens haar coach werd.
Op de Olympische Zomerspelen van Seoul in 1988 liep Michallek de 1500 en 3000 meter.
Ook op de langere afstanden was Michallek actief, in 1986 won ze op oudejaarsavond de BOclassic.
Op de Wereldkampioenschappen indooratletiek 1989 werd Michallek vierde op de 3000 meter.

## Persoonlijk record
| Onderdeel  | Resultaat | Jaar |
| ---------- | --------- | ---- |
| 800 meter  | 2:07.19   | 1987 |
| 1500 meter | 4:06.18   | 1988 |
| 5000 meter | 15:51.40  | 1988 |

| Onderdeel  | Resultaat | Jaar |
| ---------- | --------- | ---- |
| 800 meter  | 2:02.58   | 1988 |
| 1500 meter | 4:06.61   | 1988 |
| 3000 meter | 8:46.97   | 1988 |

- World Athletics: 14343889